# Su Boyu qi
Pour les articles homonymes, voir Su.
La femme de Su Boyu, Su Boyu qi (chinois : 蘇伯玉妻 ; pinyin : Sū Bóyù qī), est une poétesse chinoise du iiie siècle, sous la dynastie Jin.
Alors que Su Boyu est en poste dans l'actuel Sichuan, son épouse, demeurée à Chang'an, écrit un poème, Panzhong shi (盤中詩, « poème sur un plateau »). Elle y exprime le sentiment de désolation qui l'emplit en raison de l'éloignement de son époux. Après l'avoir lu, ce dernier est retourné auprès de sa femme.
Le poème était écrit de façon que les caractères soient disposés sous la forme d'un carré, d'un rectangle, voire d'un cercle. Le dernier vers suggère qu'il doit être lu en partant du caractère du centre en direction des quatre coins, ce qui en fait un texte circulaire (huiwen), ou palindrome. Il existait donc plusieurs manières de lire le poème, bien qu'on ne puisse dire lesquelles, la disposition originelle du poème étant inconnue.
Il fait partie de ces jeux littéraires qui avaient cours depuis la toute fin des Han, jusque sous les Jin, et dont on trouve des exemples chez Cai Yong (133-192) ou Cao Cao (155-220). Le palindrome de Su Hui (ive siècle) en est un héritage.

## Traduction
- (en) New Songs from a Jade Terrace: An Anthology of Early Chinese Love Poetry, trad. Anne Birrell, London, Allen & Unwin, 1982